# Odontolit
Odontolit  (kostny kamień lub kostny turkus)  - kostny lub zębny fosforan wymarłych zwierząt kopalnych np. mamuta, mastodonta, dinozaura, zabarwiony wiwianitem na kolor „turkusowy”.

## Właściwości
- Wzór chemiczny:    głównie fosforan wapnia i żelaza (apatyt i wiwianit) oraz substancje organiczne zwykle z domieszką węglanu wapnia
- Układ krystalograficzny: heksagonalny (apatyt), jednoskośny (wiwiantyt)
- Twardość: 5
- Gęstość: 3,0-3,2
- Barwa: niebieskawa, zielonawa
- Połysk: szklisty

Podgrzewany wydziela nieprzyjemny zapach palonych kości. 
Kości te są zabarwione na niebiesko, Substancja kostna, złożona głównie z fosforanu wapnia pod wpływem roztworów żelaza przechodzi w uwodniony fosforan żelaza czyli minerał wiwiantyt o barwie niebieskawej.
  Kamień ten wykazuje pewne podobieństwo do turkusa, chociaż skład chemiczny jest odmienny.
 Minerały te najłatwiej odróżnić na podstawie reakcji chemicznej wykrywającej miedź, której odontolit nie zawiera.
 Cena odontolitu jest niższa niż turkusa. Odontolit naśladuje się przez nasycenie kości słoniowej roztworami soli miedzi.

## Występowanie
W przyrodzie spotykany jest niezmiernie rzadko. 
Występuje na Syberii – Rosja i w południowej Francji. 

## Zastosowanie
- Odontolit używany jest niekiedy jako imitacja turkusu.